# Governatorato di Giza
Il governatorato di Giza (arabo: محافظة الجيزة, Muḥāfaẓat al-Ǧīza) è un governatorato dell'Egitto, situato al centro del paese, a sud della capitale Il Cairo. Prende il nome dal capoluogo Giza, che ospita anche alcune delle grandi tracce della civiltà egizia come le piramidi e la Sfinge.

## Geografia
È situato al centro del paese, situato sulla sponda occidentale del fiume Nilo di fronte al Cairo . La sua capitale è la città di Giza . Comprende un tratto della riva sinistra della Valle del Nilo attorno a Giza e ha acquisito un grande tratto del deserto occidentale dell'Egitto, tra cui Oasi di Bahariya, quando il governatorato del 6 ottobre è stato incorporato nel governatorato di Giza il 14 aprile 2011. Il governatorato di Giza è anche sede della Grande Sfinge e delle piramidi di Giza.

## Città
- Giza
- Menfi (Mit Rahina)
- Città del 6 Ottobre (al-Sādis min Uktūbir)
  - Sheikh Zayed City

## Siti turistici
La Grande piramide di Giza è una delle sette meraviglie del mondo antico e ogni anno vengono visitate da ogni parte del mondo per vederlo. Si trova nel complesso della piramide di Giza.
- Abusir
- Oasi di Bahariya

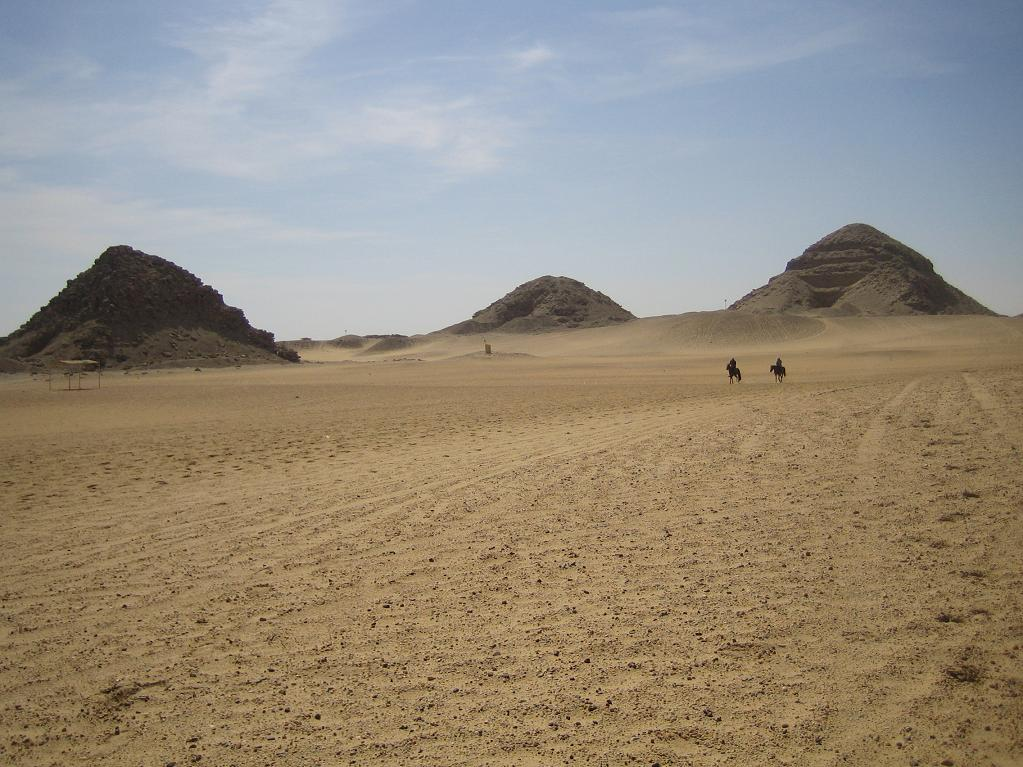
Abusir

- Necropoli di Giza - Complesso della piramide di Giza